# Laure Calamy
Laure Calamy (França, 1977) é uma atriz de filmes e teatro francesa. Venceu um César de Melhor Atriz pelo filme My Donkey, My Lover & I, de 2020 e o Prêmio de Melhor Atriz na Mostra Horizontes do Festival de Veneza pelo filme Full Time (À Plein Temps), de 2021. 
Em 2000, aos 23 anos de idade, Calamy foi para Paris para estudar no Conservatório de Paris.

## Teatro
| Ano  | Título                                  | Autor                             | Diretor              |
| ---- | --------------------------------------- | --------------------------------- | -------------------- |
| 2001 | Au monde comme n'y étant pas            | Olivier Py                        | Olivier Py           |
| 2002 | Le Complexe de Thénardier               | José Pliva                        | Jean-Michel Ribes    |
| 2003 | Kroum, l'ectoplasme                     | Hanoch Levin                      | Clément Poirée       |
| 2004 | The Liar                                | Pierre Corneille                  | Jean-Louis Benoît    |
| 2005 | The Screens                             | Jean Genet                        | Jean-Baptiste Sastre |
| 2006 | The Italian Straw Hat                   | Eugène Marin Labiche              | Olivier Balazuc      |
| 2007 | Bonjour - Où sont les mamans ?          | Claude Ponti                      | Léna Bréban          |
| 2008 | La Disparition de Richard Taylor        | Arnaud Cathrine                   | Pauline Bureau       |
| 2009 | The Suicide                             | Nikolai Erdman                    | Volodia Serre        |
| 2010 | In the Jungle of Cities                 | Bertolt Brecht                    | Clément Poirée (2)   |
| 2011 | Au moins j'aurai laissé un beau cadavre | Vincent Macaigne                  | Vincent Macaigne     |
| 2012 | Modèles                                 | Pauline Bureau, Laure Calamy, ... | Pauline Bureau (2)   |
| 2013 | Belgrade                                | Angélica Liddell                  | Julien Fisera        |
| 2014 | Man Equals Man                          | Bertolt Brecht                    | Clément Poirée (3)   |
| 2015 | Orlando ou l'impatience                 | Olivier Py                        | Olivier Py (2)       |
| 2016 | Les Inséparables                        | Colas Gutman                      | Léna Bréban (2)      |

## Filmografia
| Ano          | Título                       | Papel              | Diretor                             |
| ------------ | ---------------------------- | ------------------ | ----------------------------------- |
| 2005         | Le personnage                | The prostitute     | Frédérick Vin                       |
| 2007         | Chat bleu, chat noir         | The nice           | Jean-Louis Lorenzi                  |
| 2008         | Den milde smerte             |                    | Carsten Brandt                      |
| 2008         | On m'a volé mon adolescence  | The mother         | Alain Guiraudie                     |
| 2009         | Park Benches                 | Opportune          | Bruno Podalydès                     |
| 2011         | Un monde sans femmes         | Patricia           | Guillaume Brac                      |
| 2011         | Boulevard du Palais          | The medecin        | Jean-Marc Vervoort                  |
| 2012         | A Perfect Plan               | Valérie            | Pascal Chaumeil                     |
| 2012         | La fleur de l'âge            | Sarah Chevalier    | Nick Quinn                          |
| 2012         | Ce qu'il restera de nous     | Laure              | Vincent Macaigne                    |
| 2013         | 9 Month Stretch              | Daisy              | Albert Dupontel                     |
| 2013         | Toutes les belles choses     | Jessica            | Cécile Bicler                       |
| 2013         | L'albatros                   | The girlfriend     | Emmanuel Bonnat                     |
| 2013         | Passe                        | The prostitute     | Julien Oliveri                      |
| 2014         | French Women                 | Cathy Bento        | Audrey Dana                         |
| 2014         | Fidelio: Alice's Odyssey     | Nadine Legall      | Lucie Borleteau                     |
| 2014         | Weekends in Normandy         | Flo                | Anne Villacèque                     |
| 2014         | Zouzou                       | Lucie              | Blandine Lenoir                     |
| 2014         | La contre-allée              | Suzanne            | Cécile Ducrocq                      |
| 2014         | Petit lait                   | Suzanne            | François Choquet                    |
| 2015         | En équilibre                 | Séverine           | Denis Dercourt                      |
| 2015         | Les Cowboys                  | Isabelle           | Thomas Bidegain                     |
| 2015         | All About Them               | The aggressive     | Jérôme Bonnell                      |
| 2015         | This Summer Feeling          | Anouk              | Mikhaël Hers                        |
| 2015         | Vous m'éblouissez            | The woman          | Marie Madinier                      |
| 2015         | L'Amérique de la femme       | Lucie              | Blandine Lenoir (2)                 |
| 2015–present | Call My Agent !              | Noémie Leclerc     | Cédric Klapisch, Lola Doillon, ...  |
| 2016         | In Bed with Victoria         | Christelle         | Justine Triet                       |
| 2016         | Staying Vertical             | Doctor Mirande     | Alain Guiraudie (2)                 |
| 2016         | Clitopraxis                  | Peggy              | Emmanuel Laborie                    |
| 2017         | Primaire                     | Christina Drouet   | Hélène Angel                        |
| 2017         | Bonheur Académie             |                    | Alain Della Negra & Kaori Kinoshita |
| 2017         | Ava                          |                    | Léa Mysius                          |
| 2020         | Antoinette dans les Cévennes | Antoinette Lapouge | Caroline Vignal                     |